# Palace Theatre (Nowy Jork)
Palace Theatre – teatr broadwayowski znajdujący się na 1564 Broadway (przy 47. ulicy) w centrum Manhattanu.

## Historia
Budynek Palace Theatre został zaprojektowany przez firmę architektoniczną Kirchoff & Rose na zlecenie Martina Becka, kalifornijskiego przedsiębiorcy związanego z wodewilami. Zanim otwarto Palace Theatre, Beck musiał przekazał trzy czwarte udziałów w przedsięwzięciu sieci teatrów wodewilowych należącej do Edward Franklin Albee II i Benjamin Franklin Keith, żeby móc wystawiać należące do nich sztuki, tracąc tym samym kontrolę nad swoim projektem. Na dodatek Oscar Hammerstein był jedyną osobą, która mogła sprzedać utwory należące do Keitha, więc Beck musiał mu za nie zapłacić 225 tys. dolarów. Otwarcie Palace Theatre 24 marca 1913 roku uświetnił występ Eda Wynna. Scena Palace Theatre szybko stała się miejscem, na którym występowali ówcześni najpopularniejsi artyści tacy jak: Sarah Bernhardt, Eddie Cantor, Bob Hope, Fanny Brice, Sophie Tucker, George Jessel i Jack Benny.
Wraz z wielkim kryzysem nastąpił spadek zainteresowania wodewilem i wzrost popularności radia i filmu. Od 1929 roku w Palace Theatre wystawiano trzy spektakle dziennie. W 1932 roku ich liczbę zwiększono do czterech, jednocześnie obniżając cenę wejściówek. W listopadzie tego samego roku teatr przekształcono w kino. Ostatnimi artystami, którzy wystąpili przed konwersją, byli Nick Lucas i Hal Le Roy. W 1936 roku w Palace Theatre nastąpiła nieudana próba powrotu do spektakli rewiowych, zorganizowana przez broadwayowskiego producenta Nilsa Granlunda. 1 maja 1941 w budynku Palace Theatre miała miejsce światowa premiera filmu Orsona Wellesa – Obywatel Kane.

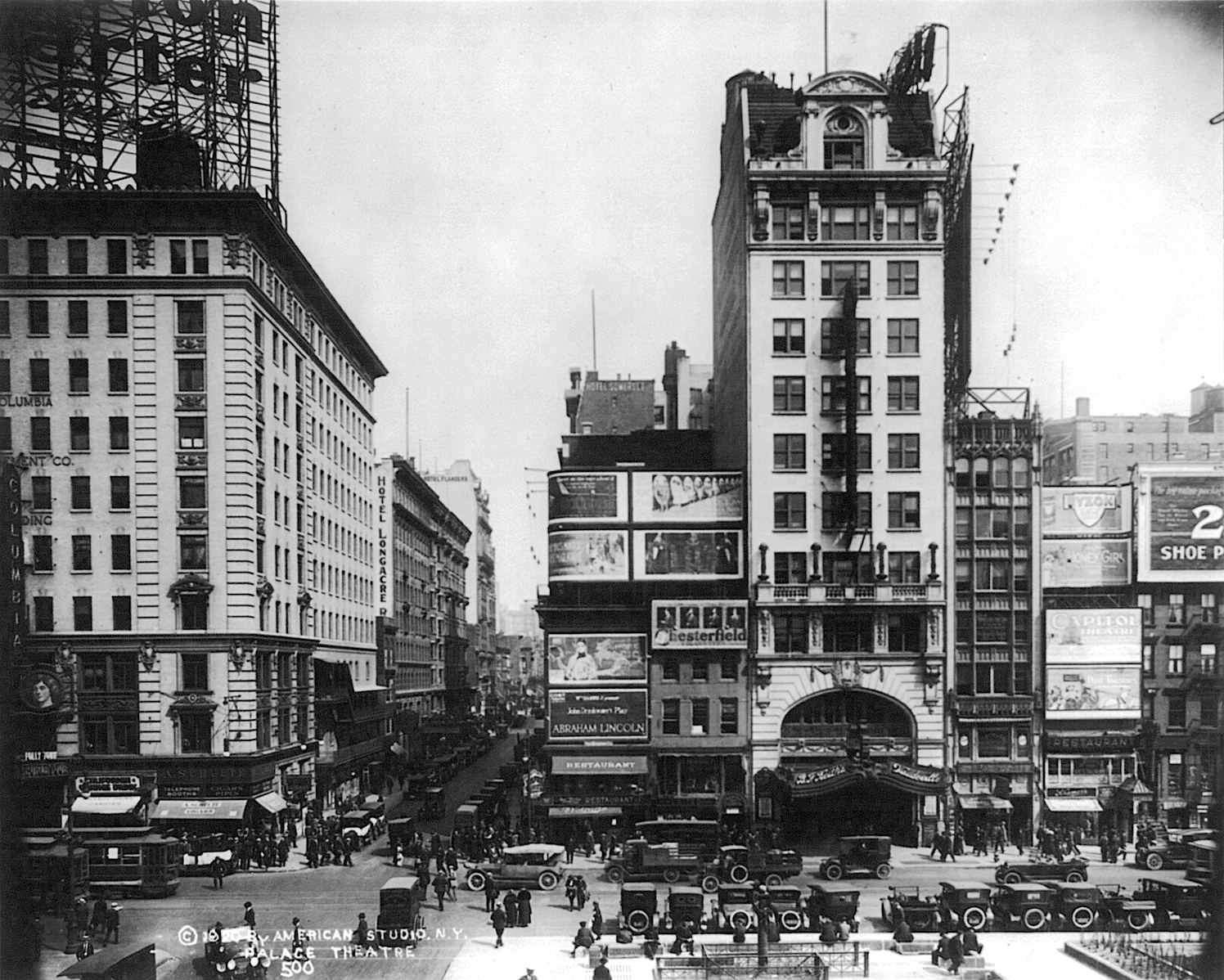
Palace Theatre około 1920 roku (wysoki budynek po prawej stronie zdjęcia)

W latach 50. XX wieku właściciel obiektu, RKO (Radio-Keith-Orpheum) próbował odnowić popularność wodewili poprzez występy gwiazd takich jak: Frank Sinatra, Judy Garland, Jerry Lewis, Danny Kaye, Betty Hutton i Harry Belafonte. Chociaż niektóre przedstawienia odnosiły sukcesy, nie doprowadziły do odrodzenia gatunku. Za sprawą nowego właściciela, Nederlander Organization, 29 stycznia 1966 roku Theatre Palace ponownie stał się pełnoprawnym teatrem. Pierwszą produkcją po trzydziestoletniej przerwie był musical Sweet Charity, chociaż przez dłuższy czas w Palace nadal działało kino i odbywały się występy m.in. Bette Midler, Josephine Baker, Eddiego Fishera, Shirley MacLaine, Diany Ross i Vikki Carr.
W latach 80. XX wieku nad teatrem wybudowano wysoki hotel. Obecnie Palace Theatre jest praktycznie niewidoczny za olbrzymią ścianą billboardów i pod drapaczem chmur. Widoczna jest jedynie markiza.
Palace jest krytykowany za ogromny i niepopularny drugi balkon, z którego niemal każdego fotelu widok na scenę jest znacznie utrudniony.
Obecnie właścicielami i zarządcami Palace Thetre są Nederlander Organization i Stewart F. Lane.

## Produkcje
- 1966: Sweet Charity
- 1967: Henry, Sweet Henry
- 1968: George M!
- 1970: Applause
- 1973: Cyrano
- 1974: Lorelei
- 1975: Goodtime Charley
- 1976: Home Sweet Homer
- 1977: Man of La Mancha
- 1977: An Evening with Diana Ross
- 1979: The Grand Tour
- 1979: Beatlemania
- 1979: Oklahoma!
- 1981: Kobieta roku
- 1983: La Cage aux Folles
- 1991: The Will Rogers Follies
- 1994: Piękna i Bestia
- 2000: Aida
- 2005: All Shook Up
- 2006: Lestat
- 2007: Legally Blonde: The Musical
- 2008: Liza's at the Palace...!
- 2009: West Side Story
- 2011: Priscilla, królowa pustyni
- 2012: Annie
- 2014: Holler If Ya Hear Me